# Вилла Тэер
Вилла Тэер (нем. Thaersche Villa, дословно — «Тэеровская вилла») — фахверковый двухэтажный особняк в нижнесаксонском городе Целле, построенный в 1793 году по заказу ученого Альбрехта Тэера. В период существования Третьего рейха в здании располагался учебный центр СС; является городским памятником архитектуры.

## История и описание
В 1786 году ученый Альбрехт Даниель Тэер, специализировавшийся на проблемах сельского хозяйства, приобрел территорию современного парка между зоной Даммашвизен и улицей Ам-Тиргартен в Целле. Спустя шесть лет он построил двухэтажное фахверковое здание с полувальмовой крышей как резиденцию для себя и своей семьи. Когда 11 лет спустя Тэер покинул город, его дом был продан: здание стало использоваться как гостиница и ресторан для туристов. В XIX века вилла получила обновлённый оштукатуренный западный фасад. После прихода к власти в Германии национал-социалистов, в 1934 году, здание перешло в собственность города и в том же году начало использоваться в качестве учебного центра СС. После окончания Второй мировой войны, из-за острой нехватки в Целле жилых помещений, здание было преобразовано в многоквартирный дом.
В 2007 году местным архитекторам стало понятно, что вилле срочно необходим капитальный ремонт: к тому моменту насекомые (древесные вредители) успели во многих местах заметно повредить деревянное строение. Фасад и крыша здания также находились в опасности — им грозило полное разрушение. В ходе реализации сложного строительного проекта, стоимость около 1,7 миллионов евро, здание было отреставрировано и перестроено: в частности, его крыша была демонтирована, загерметизирована и возвращена на старое место, за исключением деревянной конструкции основания; фасаду был возвращён исторический облик, созданный к конце XVIII века. Сама же бывшая вилла в 2010 году была передана местному фонду, специализирующемуся на исследовании истории города в период Третьего рейха: его обширная коллекция документов и специализированная библиотека стали доступны для широкой публики.